# Marco Zarucchi
Marco Zarucchi (* 22. Januar 1972 in St. Gallen) ist ein ehemaliger Schweizer Nordischer Kombinierer.

## Werdegang
Zarucchi, der für den SC Alpina in St. Moritz startete, gab sein grosses internationales Debüt bei den Olympischen Winterspielen 1992 in Albertville. Obwohl er bis dahin noch nicht im Weltcup gestartet war, landete er im Einzel der Spiele auf Rang 29. und mit der Mannschaft auf dem 10. Platz. Sein Debüt im Weltcup der Nordischen Kombination gab Zarucchi schliesslich am 19. Dezember 1992 in seiner Heimat. Mit dem 15. Platz sicherte er sich seinen ersten Weltcup-Punkt. Damit belegte er am Ende der Saison Rang 36 der Weltcup-Gesamtwertung. Mehr als ein Jahr später stand er im B-Kader im B-Weltcup. In Szczyrk belegte er Rang drei und feierte damit einen ersten Podesterfolg.
Zur Saison 1994/95 gehörte er erstmals fest zum A-Nationalkader und sammelte bereits beim ersten Weltcup in Steamboat Springs erneut Weltcup-Punkte. Am Ende der Saison belegte er mit 72 Punkten Rang 49 der Gesamtwertung. Bei den Schweizer Meisterschaften in der Nordischen Kombination 1995 in St. Moritz gewann er seinen ersten nationalen Titel.
In die Saison 1995/96 startete er mit einem ersten Podestplatz durch einen dritten Platz in Steamboat Springs. Mit 549 Punkten, die er bei den weiteren Weltcups sammeln konnte, lag er schliesslich auf Rang 11 der Gesamtwertung. Es war seine erfolgreichste Saison in seiner gesamten Sportlerlaufbahn. Zu Beginn des folgenden Winters gehörte er nicht zum Nationalteam. Stattdessen startete er ab Januar 1997 wieder im B-Weltcup. Dabei gelangen Zarucchi in Johanngeorgenstadt, Liberec, Flühli und Lake Placid deutliche Siege sowie ein zweiter Rang in Garmisch-Partenkirchen. Daraufhin kam er zurück in den A-Kader und landete mit dem zweiten Rang beim Weltcup in Ramsau am Dachstein das beste Weltcup-Resultat in seiner Karriere.
Bei seinen zweiten Olympischen Winterspielen 1998 in Nagano erreichte er Rang 25 im Einzelwettbewerb. Mit Andy Hartmann, Jean-Yves Cuendet und Urs Kunz erreichte er Rang sieben im Mannschaftswettbewerb.
Bei den Schweizer Meisterschaften in der Nordischen Kombination 1999 im französischen Chaux-Neuve gewann Zarucchi noch einmal die Silbermedaille. In seiner letzten Saison 1998/99 überzeugte er noch einmal mit guten Ergebnissen. Bei der Nordischen Skiweltmeisterschaft 1999 in Ramsau am Dachstein belegte er im Gundersen-Einzel den 19. Platz. Mit der Mannschaft erreichte er Rang neun. Im Sprint-Einzel kam er nach Springen und Laufen am Ende als 17. ins Ziel. Nach der Weltmeisterschaft erreichte er im Einzel von Zakopane noch einmal Rang acht und beendete seine letzte Saison damit auf Rang 19 der Gesamtwertung.

## Erfolge

### Weltcup-Statistik
Die Tabelle zeigt die erreichten Platzierungen im Einzelnen.
- Platz 1.–3.: Anzahl der Podiumsplatzierungen
- Top 10: Anzahl der Platzierungen unter den ersten zehn
- Punkteränge: Anzahl der Platzierungen innerhalb der Punkteränge
- Starts: Anzahl gelaufener Rennen in der jeweiligen Disziplin

| Platzierung         | Einzel a | Sprint | Massenstart | Team   | Team    | Gesamt |
| Platzierung         | Einzel a | Sprint | Massenstart | Sprint | Staffel | Gesamt |
| ------------------- | -------- | ------ | ----------- | ------ | ------- | ------ |
| 1. Platz            |          |        |             |        |         |        |
| 2. Platz            |          | 1      |             |        |         | 1      |
| 3. Platz            | 1        |        |             |        |         | 1      |
| Top 10              | 8        | 2      |             |        |         | 10     |
| Punkteränge         | 17       | 3      |             |        |         | 20     |
| Starts              | 17       | 3      |             |        |         | 20     |
| Stand: Karriereende |          |        |             |        |         |        |